# Anton Dorph
Anton Laurids Johannes Dorph, född 15 februari 1831, död 12 januari 1914, var en dansk målare. Han var son till Niels Vinding Dorph och farbror till Niels Vinding Dorph.
Dorph utförde talrika målningar med litterära eller genremässiga motiv samt porträtt.